# Buyda
Buyda (лат.) — род насекомых из семейства мантиспид отряда сетчатокрылых. Новый Свет: встречаются от Гондураса (Центральная Америка) до Аргентины на юге ареала. От близких родов отличается пёстрой камуфлированной окраской тела и V-образной отметиной позади места прикрепления антенн. Род был впервые выделен в 1926 году испанским энтомологом Л. Навасом (Longinos Navás, 1858—1938), описавшим первый вид этого рода, а в 2002 году американский энтомолог Кевин Хоффман (Kevin Hoffman, Department of Entomology, California Academy of Science, Сан-Франциско, Калифорния, США) включил в него второй вид (Mantispa phthisica Gerstaecker, 1885)
.
- Buyda apicata Navás, 1926
- Buyda phthisica (Gerstaecker, 1885)
  - =Entanoneura phthisica (Gerstaecker, 1885)
  - =Mantispa phthisica Gerstaecker, 1885